# Angelika Gramkow

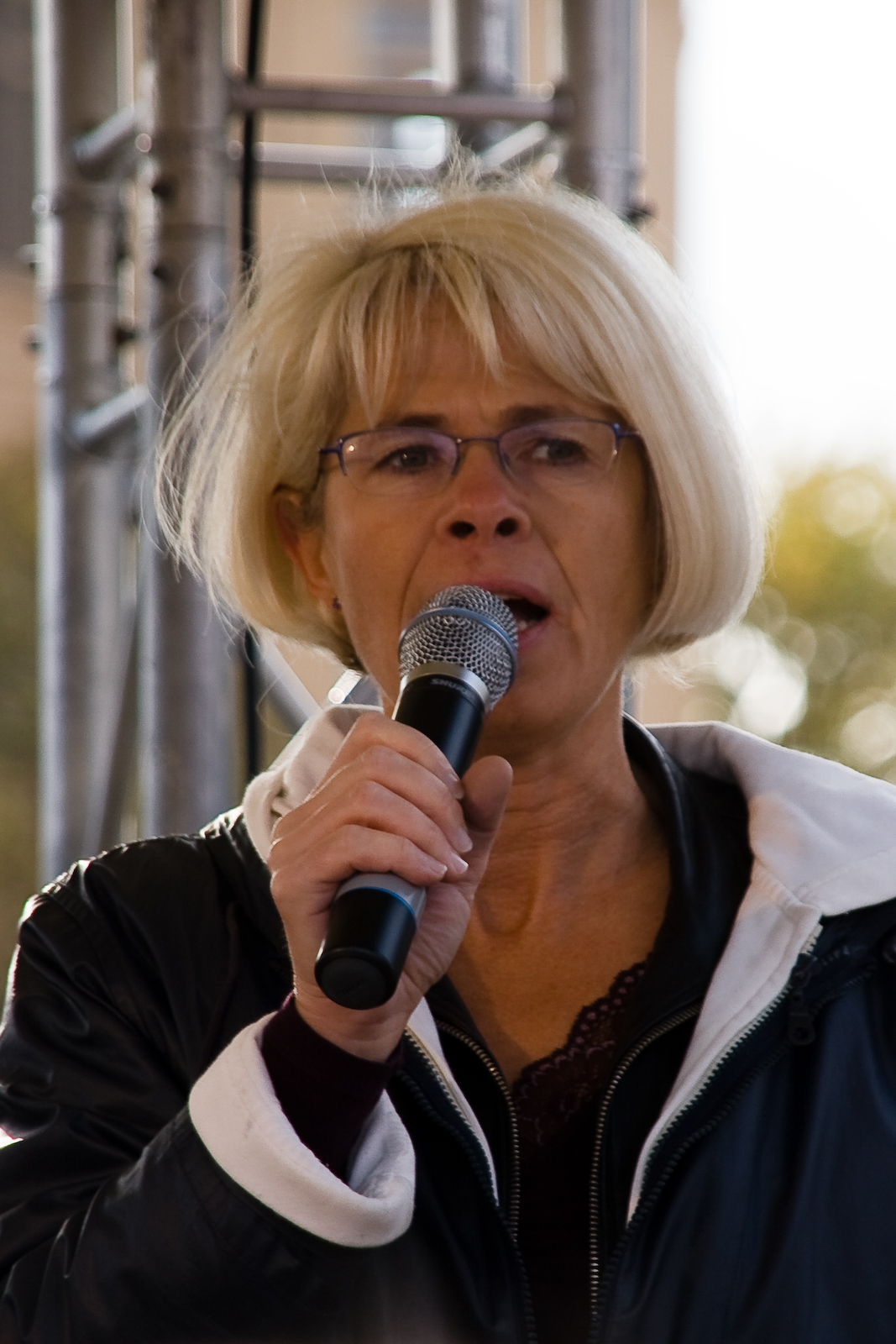
Angelika Gramkow als Sprecherin bei einer Demonstration vor dem Schweriner Schloss im Oktober 2008

Angelika Gramkow (* 27. September 1958 in Grevesmühlen) ist eine deutsche Politikerin (PDS/Die Linke). Sie war von 1991 bis 2008  Mitglied des Landtages Mecklenburg-Vorpommern und von 2008 bis 2016 Oberbürgermeisterin der Landeshauptstadt Schwerin.

## Leben
Nach Besuch der zehnklassigen Polytechnischen Oberschule von 1965 bis 1975 in Ludwigslust und Abschluss der Berufsausbildung mit Abitur zur Baufacharbeiterin im Wohnungsbaukombinat in Schwerin studierte Angelika Gramkow von 1981 bis 1986 Wirtschaftswissenschaften an der Karl-Marx-Universität Leipzig und schloss als Diplomökonomin ab. Sie war Fachschullehrerin an der Fachschule für Finanzwirtschaft Gotha, Außenstelle Schwerin, und später an der Berufsschule für Wirtschaft und Verwaltung in Schwerin tätig. 1978 trat sie der SED bei und arbeitete seit 1981 in der FDJ-Kreisleitung in Schwerin.
Seit 1991 war Gramkow Mitglied des Landtages Mecklenburg-Vorpommern und in der fünften Wahlperiode Sprecherin der Fraktion Die Linke für Haushalts-, Finanz- und Frauenpolitik. Gleichzeitig war sie Mitglied der Stadtvertretung Schwerin. Von 1999 bis 2006 übte sie im Landtag die Funktion der Vorsitzenden der PDS-Fraktion aus und war von 2006 bis 2008 Vorsitzende des Finanzausschusses.
Bei der Schweriner Oberbürgermeisterwahl am 14. September 2008 erreichte Gramkow einen Stimmenanteil von 38,2 % und lag damit knapp vor ihrem Mitbewerber Gottfried Timm (38,1 %). Bei der Stichwahl am 28. September 2008 konnte sie sich mit 50,5 % durchsetzen. Mit der Übernahme des Oberbürgermeisteramtes zum 1. November 2008 war gemäß Abgeordnetengesetz die Aufgabe des Landtagsmandats verbunden. Am 18. September 2016 unterlag sie in der Stichwahl mit 39,9 % der Stimmen dem SPD-Kandidaten Rico Badenschier.
Bei der Kommunalwahl 2019 wurde sie in den Kreistag von Ludwigslust-Parchim gewählt. Nach ihrer Wiederwahl bei der Kommunalwahl 2024 entschied sie sich „aus persönlichen Gründen“ gegen eine Mitgliedschaft in der neuen Fraktion Die Zukunft LUP, die sich aus Abgeordneten von SPD und Die Linke zusammensetzt, und wirkte als fraktionslose Abgeordnete. Im März 2025 legte sie ihr Mandat nieder.